# دائرة عين ماضي
دائرة عين ماضي إحدى دوائر ولاية الأغواط الجزائرية . عاصمتها هي عين ماضي وتضم بلديات:
- عين ماضي
- تاجموت
- الخنق
- الحويطة
- تاجرونة

و قرى :
- الحاجب
- لالماية